# Utupua
Utupua is een eiland in de Salomonseilanden. Het eiland behoort tot de provincie Temotu, die vroeger de Santa Cruzeilanden werden genoemd.  Het is 58 km² groot en het hoogste punt is 397 m. Het eiland is volledig omgeven door koraalriffen. Er woonden in 2009 meer dan 1100 mensen verdeeld over zeven nederzettingen of dorpen, met het dorp Nembao als administratief centrum. 
De eerste Europeaan die het eiland in 1595 waarnam was de Spaanse zeevaarder Álvaro de Mendaña de Neira. Santa Cruz is de naam van een kleiner schip van de expeditie van Álvaro de Mendaña de Neira, de kapitein van dat schip was feitelijk de eerste die het eiland in zicht kreeg.

## Fauna
Het eiland is een van de drie eilanden waarop de endemische santacruzpatrijsduif (Alopecoenas sanctaecrucis) voorkomt. Dit is een bedreigde soort duif van de Rode Lijst van de IUCN. Het enige soort zoogdier dat er van nature voorkomt is de tongavleerhond (Pteropus tonganus).